# София Първа
„София Първа“ (на английски: Sofia the First) е детски сериал с премиера по Disney Junior на 11 януари 2013 г. Той е част от дневния блок на Disney Junior за децата в предучилищна възраст. През 2012 г. излиза филм по телевизията и се казва „София Първа: Имало една принцеса“.

## „София Първа“ В България
През 2013 г. започва излъчване по Disney Channel по детския блок Disney Junior. Дублажът е нахсинхронен в студио Александра Аудио.
| Пост                   | Име                                                                                          |
| ---------------------- | -------------------------------------------------------------------------------------------- |
| Изпълнителен продуцент | Васил Новаков                                                                                |
| Преводач               | Милена Кекеманова                                                                            |
| Режисьор на дублажа    | Симона Нанова                                                                                |
| Тонрежисьор            | Пламен Чернев                                                                                |
| Озвучаващи артисти     | Татяна Етимова Цветослава Симеонова Елена Пеева Георги Стоянов Анатоли Божинов Георги Иванов |